# Скала на Шмит
Скалата на Шмит или Индекс на ужилване (на английски: Schmidt Sting Pain Index) представлява скала на болевата чувствителност, породена от силата на ужилване на насекоми от разред Ципокрили.
Ска̀лата е наречена на името на нейния създател – американския ентомолог Джъстин Шмит от Bee Research Center в гр. Тусон, Аризона, САЩ. Много от научните му работи са посветени на ужилванията от пчели.
Скалата е с индекси от 1 до 4, като повечето от ухапванията на насекомите, включени в нея, са прилагани върху самия изследовател.

## История
В първата си статия по тази тема от 1984 г. Шмит се опитва да направи систематизиране и сравнение на насекомите на базата на хемолитичните способности на тяхната отрова.
През 1990 г. Шмит реформира скалата, като класифицира ухапванията на 78 вида от 41 рода ципокрили насекоми, основно пчели, оси и мравки. Заедно с това описва и детайли от ухапванията.

## Някои индекси
Списък на индекси на ужилване от някои видове насекоми или представителите на цели родове:
- 1.0 – Пчели (на английски: Sweat bee): ужилванията се причиняват основно от пчели от семейство Halictidae и други видове от сродни семейства. Ухапването се предизвиква основно от дразнене от миризмата на човешката пот. Болката причинена от него е най-ниската в скалата и е с кратка продължителност.
- 1.2 – Огнени мравки (на английски: Fire ant): ужилванията са от представители на род Solenopsis (основно от мравката Solenopsis invicta). С помощта на жилото впръскват токсичния алкалоид соленопсин. Болката е кратка, продължава 2 - 5 минути, но силна. Ужилването наподобява на изгаряне от огън. Поради тази причина и мравките, които го причиняват са наречени огнени. [5].
- 1.8 – Pseudomyrmex (на английски: Acacia ant): ужилванията са основно от представителите на вида Pseudomyrmex ferruginea и някои други членове на рода. Болката наподобява на тази при поставяне на пиърсинг. Продължава около 4 - 6 минути.
- 2.0 – Dolichovespula maculata (на английски: Bald-faced hornet): болката от ужилването на тази оса наподобява на тази причинена от прищипването на врата. Продължава 3 - 4 минути.
- 2.0 – Vespinae (на английски: Yellowjacket): ужилването е основно от представители на родовете Vespula и Dolichovespula. Болката от ужилването на тези оси наподобява на тази причинена от гасенето на цигара на езика. Продължава 4 - 10 минути.
- 2.x – Медоносна пчела (на английски: Honey bee): ужилванията са предимно от видовете Apis mellifera, Apis dorsata и Apis cerana. Болката от ужилването наподобява на тази причинена от гасенето на кибритена клечка върху кожата. Продължава 4 - 10 минути.
- 2.x – Стършели (на английски: European hornet): ужилванията са от най-голямата европейска оса - европейския стършел (Vespa crabro).
- 3.0 – Pogonomyrmex barbatus (на английски: Red harvester ant): болката от ужилването наподобява на тази причинена от врастнал се нокът в пръст. Продължава 1 - 8 часа.
- 3.0 – Polistinae (на английски: Paper wasp): болката от ужилването е изгаряща подобно на тази причинена от солна киселина върху кожата. Продължава 5 - 15 минути.
- 4.0 – Pepsis (на английски: Pepsis wasp): болката от ужилването е ослепяваща, жестока, подобна на изгаряне от електрически ток. Продължава 3 минути.
- 4.0+ – Paraponera clavata (на английски: Bullet ant). ужилването от тази мравка е най-висшата степен от скалата.[6] Болката от ужилването наподобява на тази, която може да се изпита при ходенето върху жар със забит в петата гвоздей. Продължава 12 - 24 часа.